# Hồ Tiến Thiệu
Hồ Tiến Thiệu (sinh năm 1965), là một chính trị gia nước Việt Nam. Hiện tại, ông là Phó Bí thư Tỉnh ủy, Bí thư Ban Cán sự Đảng, Chủ tịch Ủy ban Nhân dân tỉnh Lạng Sơn. Ông từng là Phó Chủ tịch phụ trách Ủy ban Nhân dân tỉnh Lạng Sơn, Trưởng ban Ban Tổ chức Tỉnh ủy Lạng Sơn; Giám đốc Sở Tài nguyên và Môi trường tỉnh Lạng Sơn; Chủ tịch Ủy ban Nhân dân huyện Hữu Lũng.
Hồ Tiến Thiệu là Đảng viên Đảng Cộng sản Việt Nam, học vị Cử nhân Kinh tế, Thạc sĩ Quản lý hành chính công, Cử nhân lý luận chính trị.

## Xuất thân và giáo dục
Hồ Tiến Thiệu sinh ra và lớn lên ở huyện Hữu Lũng, tỉnh Lạng Sơn.
Ông theo học phổ thông ở quê nhà Hữu Lũng. Tốt nghiệp phổ thông, ông về Hà Nội học đại học và thạc sĩ.

## Sự nghiệp

### Thời kỳ đầu
Hồ Tiến Thiệu bắt đầu sự nghiệp công chức, viên chức ở huyện Hữu Lũng. Ông công tác ở Xí nghiệp Giao thông vận tải huyện Hữu Lũng rồi trở thành Giám đốc Xí nghiệp Giao thông vận tải huyện Hữu Lũng. Năm 2010, ông được bổ nhiệm làm Chủ tịch Ủy ban nhân dân huyện Hữu Lũng.
Ngày 28 tháng 10 năm 2015, tại Đại hội đại biểu Đảng bộ tỉnh Lạng Sơn đã tiến hành bầu Ban Chấp hành khóa XVI, nhiệm kỳ 2015 – 2020, ông được bầu vào Ban Chấp hành, một trong 53 ủy viên. Sau đó được điều về tỉnh lỵ, giữ chức Giám đốc Sở Tài nguyên – Môi trường tỉnh Lạng Sơn rồi Trưởng ban Tổ chức tỉnh ủy tỉnh Lạng Sơn. Khi là Giám đốc Sở Tài nguyên – Môi trường, ông tham gia phụ trách tài nguyên vùng Đông Bắc Bộ.
Ngày 5 tháng 9, Hội đồng Nhân dân tỉnh Lạng Sơn khóa XVI, nhiệm kỳ 2016 – 2021 đã tiến hành kỳ họp thứ ba (kỳ họp bất thường) giới thiệu nhân sự để các đại biểu Hội đồng Nhân dân tỉnh xem xét bầu bổ sung chức danh Phó Chủ tịch Ủy ban nhân dân tỉnh Lạng Sơn khóa XVI, nhiệm kỳ 2016 – 2021. Tại kỳ họp, các đại biểu đã bỏ phiếu bầu ông, Ủy viên Ban Thường vụ Tỉnh ủy, Trưởng ban Tổ chức Tỉnh ủy Lạng Sơn giữ chức vụ Phó Chủ tịch Ủy ban nhân dân tỉnh Lạng Sơn khóa XVI, nhiệm kỳ 2016 – 2021. Cùng trong tháng, Thủ tướng Nguyễn Xuân Phúc ký Quyết định phê chuẩn kết quả bầu bổ sung tỉnh Lạng Sơn, bổ nhiệm Hồ Tiến Thiệu nhiệm kỳ 2016 – 2021.
Trong thời gian là Phó Chủ tịch Lạng Sơn, ông công tác hỗ trợ Chủ tịch Lạng Sơn Phạm Ngọc Thưởng. Đến tháng 2 năm 2020, Phạm Ngọc Thưởng được điều về trung ương, giữ chức Thứ trưởng Bộ Giáo dục và Đào tạo. Hồ Tiến Thiệu được phân công phụ trách Ủy ban Nhân dân tỉnh Lạng Sơn.

### Lãnh đạo Lạng Sơn
Thực hiện Công văn số 12500, ngày 8 tháng 7 năm 2020 của Văn phòng Trung ương Đảng thông báo ý kiến chỉ đạo của Ban Bí thư, đồng ý giới thiệu Hồ Tiến Thiệu, Ủy viên Ban Thường vụ Tỉnh ủy, Phó Chủ tịch Phụ trách Ủy ban nhân dân tỉnh Lạng Sơn để bầu giữ chức Phó Bí thư Tỉnh ủy, nhiệm kỳ 2015 – 2020, Chủ tịch Ủy ban nhân dân tỉnh Lạng Sơn, nhiệm kỳ 2016 – 2021, tại hội nghị, Ban Thường vụ Tỉnh ủy Lạng Sơn đã trình Ban Chấp hành Đảng bộ tỉnh xem xét, bầu giữ chức Phó Bí thư Tỉnh ủy khóa XVI, nhiệm kỳ 2015 – 2020 đối với Hồ Tiến Thiệu theo quy định. Thống nhất cao với Tờ trình của Ban Thường vụ Tỉnh ủy, Ban Chấp hành Đảng bộ tỉnh Lạng Sơn đã bỏ phiếu bầu Hồ Tiến Thiệu giữ chức Phó Bí thư Tỉnh ủy Lạng Sơn, nhiệm kỳ 2015 – 2020. Ngày 17 tháng 7 năm 2020, tại kỳ họp thứ XVIII của Hội đồng Nhân dân tỉnh Lạng Sơn, Hồ Tiến Thiệu được bầu giữ chức vụ Chủ tịch Ủy ban nhân dân tỉnh Lạng Sơn khoá XVI, nhiệm kỳ 2016 – 2021.

## Công tác ở Lạng Sơn
Trong sự nghiệp công tác tổ chức địa phương ở Lạng Sơn, Hồ Tiến Thiệu giải quyết nhiều vấn đề thực tế.
Giai đoạn 2020, Thanh tra Chính phủ kiểm tra tình hình tỉnh Lạng Sơn. Kết luận của Thanh tra Chính phủ công bố tháng 2 năm 2020 đó nêu rõ, trong giai đoạn 2010 – 2017, các lãnh đạo như Chủ tịch Ủy ban nhân dân tỉnh, Chủ tịch Ủy ban nhân dân các huyện, thành phố và Giám đốc các sở, ngành không thực hiện tiếp công dân đầy đủ giai đoạn 2010 – 2017. Thời gian này, Hồ Tiến Thiệu lần lượt là Chủ tịch Hữu Lũng, Giám đốc Sở Tài nguyên – Môi trường và Phó Chủ tịch Ủy ban Nhân dân tỉnh.